# Выборы в Псковское областное собрание депутатов (2021)
Выборы депутатов Псковского областного Собрания депутатов седьмого созыва прошли в Псковской области 19 сентября 2021 года в единый день голосования одновременно с выборами в Государственную думу РФ по смешанной избирательной системе: из 26 депутатов 13 были избраны по партийным спискам (пропорциональная система), ещё 13 — по одномандатным округам (мажоритарная система). Для преодоления барьера по пропорциональной системе партиям необходимо было набрать более 5 % голосов. Срок полномочий седьмого созыва — пять лет.
При распределении мандатов депутатов Псковского областного Собрания с 2011 года используется модифицированный метод делителей Империали, при котором сумма голосов избирателей, отданных за каждую партию, последовательно делится на числа, начиная с двух, до числа распределяемых депутатских мандатов (избирательной квоты).

## Подготовка
В октябре 2020 года депутаты областного Собрания шестого созыва утвердили новую схему одномандатных избирательных округов. Этому решению предшествовало сокращение численности депутатского корпуса: за изменение соответствующей нормы Устава области проголосовали 36 депутатов (три фракции: «Единая Россия», ЛДПР, «Справедливая Россия»), 2 депутата были против («Яблоко»), 2 воздержались (КПРФ).
Новую схему, включающую 13 одномандатных избирательных округов, согласовали все политические партии, представленные в областном Собрании депутатов. Принятию проекта, разработанного Избирательной комиссией Псковской области, предшествовало широкое обсуждение. В основу формирования новой схемы были положены два основных принципа — неделимость районов области и соответствие численности. Средняя численность в каждом округе составила около 40 тысяч 336 избирателей при допустимом отклонении в пределах 10 %.
Изменениями в Избирательный кодекс региона в декабре 2020 года общеобластная часть списка была увеличена до пяти человек, максимальное количество региональных групп определено по количеству округов — 13, минимальное — 11. Также была предусмотрена возможность проведения голосования на региональных выборах в течение нескольких дней подряд, но не более трёх дней.
| 1                                                                       | Псков (центр, Любятово, Завокзалье, Псковкирпич)                                 | 42 700 |
| 2                                                                       | Псков (Запсковье)                                                                | 41 873 |
| 3                                                                       | Псков (южная часть Ближнего Завеличья, район завода Радиодеталей)                | 38 456 |
| 4                                                                       | Псков (северная часть Ближнего Завеличья, Дальнее Завеличье)                     | 40 373 |
| 5                                                                       | Великие Луки (западная часть города)                                             | 36 621 |
| 6                                                                       | Великие Луки (восточная часть города)                                            | 37 996 |
| 7                                                                       | Гдовский район, Псковский район                                                  | 45 416 |
| 8                                                                       | Дновский район, Плюсский район, Порховский район, Струго-Красненский район       | 40 616 |
| 9                                                                       | Новоржевский район, Островский район, Пушкиногорский район                       | 36 737 |
| 10                                                                      | Красногородский район, Палкинский район, Печорский район, Пыталовский район      | 36 138 |
| 11                                                                      | Бежаницкий район, Дедовичский район, Локнянский район, Опочецкий район           | 41 225 |
| 12                                                                      | Великолукский район, Куньинский район, Новосокольнический район, Усвятский район | 37 928 |
| 13                                                                      | Невельский район, Пустошкинский район, Себежский район                           | 39 544 |
| *Число избирателей, внесенных в список на момент окончания голосования. |                                                                                  |        |

## Участники

### Выборы по партийным спискам
О своём намерении участвовать в выборах депутатов Псковского областного Собрания седьмого созыва заявили 11 партий: Единая Россия, КПРФ, ЛДПР, Справедливая Россия — Патриоты — За правду, Яблоко, Партия роста, Родина, Партия социальной защиты, Новые люди, Партия пенсионеров, Коммунисты России. Избирательная комиссия Псковской области зарегистрировала 9 единых списков кандидатов: Партия Роста выдвинула кандидатов только в одномандатных округах, список Партии социальной защиты зарегистрирован не был.
Из списка партии «Яблоко» после регистрации выбыло два кандидата, включая кандидата из общеобластной части списка, решением судов всех инстанций восстановлены не были. Кандидат из списка ЛДПР утратил статус выдвинутого (как в списке, так и в одномандатном округе), один кандидат выбыл после регистрации из списка Партии пенсионеров.
|                                                                                                  | Единая Россия                                   | Михаил Ведерников • Андрей Турчак • Александр Котов • Анастасия Повторейко • Олег Грицаев | 13 | 44 | зарегистрирован        |
|                                                                                                  | КПРФ                                            | Пётр Алексеенко • Дмитрий Михайлов • Владимир Панченко                                    | 13 | 40 | зарегистрирован        |
|                                                                                                  | ЛДПР                                            | Владимир Жириновский • Антон Минаков • Сергей Литвиненко                                  | 13 | 41 | зарегистрирован        |
|                                                                                                  | Справедливая Россия — Патриоты — За правду      | Елена Драпеко • Олег Брячак • Наталья Тудакова                                            | 13 | 40 | зарегистрирован        |
|                                                                                                  | Яблоко                                          | Артур Гайдук • Александр Конашенков                                                       | 13 | 40 | зарегистрирован        |
|                                                                                                  | Новые люди                                      | Андрей Маковский • Александр Козлов • Александр Борский • Алина Асеева                    | 11 | 33 | зарегистрирован        |
|                                                                                                  | Коммунисты России                               | Максим Сурайкин • Вячеслав Евдокименко • Сергеевич, Дмитрий Перевязкин                    | 13 | 42 | зарегистрирован        |
|                                                                                                  | Родина                                          | Алексей Ракунов • Александр Никандров • Светлана Андреева                                 | 13 | 32 | зарегистрирован        |
|                                                                                                  | Российская партия пенсионеров за справедливость | Михаил Иванов • Джемал Малышев • Светлана Семенова                                        | 13 | 31 | зарегистрирован        |
|                                                                                                  | Партия социальной защиты                        | Василий Грищенко • Виктор Широбоков • Елена Луцай • Юрий Семенов • Роман Николаев         |    |    | отказано в регистрации |
| *Региональная группа соответствует одномандатному округу и должна включать от 1 до 3 кандидатов. |                                                 |                                                                                           |    |    |                        |
| **Общее число включённых в единый список кандидатов не может превышать 44 человека.              |                                                 |                                                                                           |    |    |                        |

## Итоги

### Результаты по одномандатным округам и единому округу
| Результат по одномандатным округам | Результат по одномандатным округам | Результат по одномандатным округам | Результат по одномандатным округам | Результат по одномандатным округам | Результат по единому округу | Результат по единому округу | Результат по единому округу | Результат по единому округу | Результат по единому округу | Результат по единому округу |
| № округа                           | Депутат                            | Партия                             | Голоса                             | %                                  | ЕР                          | КПРФ                        | СР                          | ЛДПР                        | НЛ                          | «Яблоко»                    |
| ---------------------------------- | ---------------------------------- | ---------------------------------- | ---------------------------------- | ---------------------------------- | --------------------------- | --------------------------- | --------------------------- | --------------------------- | --------------------------- | --------------------------- |
| 1                                  | Севастьянов Алексей Анатольевич    | Единая Россия                      | 4781                               | 31,57%                             | 36,13%                      | 19,83%                      | 11,60%                      | 6,86%                       | 8,24%                       | 8,69%                       |
| 2                                  | Лунгу Елена Сергеевна              | Единая Россия                      | 4667                               | 30,51%                             | 34,72%                      | 22,29%                      | 8,04%                       | 6,87%                       | 8,40%                       | 10,25%                      |
| 3                                  | Братчиков Александр Николаевич     | Единая Россия                      | 6813                               | 41,01%                             | 42,53%                      | 19,97%                      | 6,94%                       | 7,23%                       | 7,30%                       | 8,13%                       |
| 4                                  | Сорокин Юрий Юрьевич               | Единая Россия                      | 6297                               | 38,83%                             | 36,14%                      | 21,51%                      | 8,72%                       | 6,08%                       | 8,38%                       | 10,08%                      |
| 5                                  | Фомченкова Татьяна Александровна   | Единая Россия                      | 4028                               | 26,16%                             | 29,49%                      | 24,27%                      | 9,41%                       | 8,23%                       | 7,58%                       | 11,50%                      |
| 6                                  | Даньшова Елена Николаевна          | Единая Россия                      | 4240                               | 29,59%                             | 27,76%                      | 27,76%                      | 10,09%                      | 8,79%                       | 7,62%                       | 7,34%                       |
| 7                                  | Кузь Владимир Васильевич           | Единая Россия                      | 5960                               | 35,05%                             | 41,25%                      | 18,41%                      | 7,93%                       | 8,77%                       | 5,63%                       | 6,52%                       |
| 8                                  | Котов Александр Алексеевич         | Единая Россия                      | 9554                               | 50,47%                             | 48,06%                      | 17,08%                      | 8,78%                       | 9,23%                       | 4,84%                       | 3,51%                       |
| 9                                  | Мнацаканян Армен Липаритович       | Единая Россия                      | 8004                               | 46,11%                             | 44,45%                      | 20,29%                      | 8,12%                       | 9,68%                       | 4,58%                       | 3,51%                       |
| 10                                 | Остренко Виктор Владимирович       | Единая Россия                      | 7286                               | 43,86%                             | 43,02%                      | 19,74%                      | 9,17%                       | 10,39%                      | 5,23%                       | 3,29%                       |
| 11                                 | Дитрих Игорь Иванович              | Единая Россия                      | 9373                               | 47,43%                             | 43,39%                      | 21,38%                      | 9,24%                       | 9,27%                       | 4,59%                       | 3,19%                       |
| 12                                 | Козлов Андрей Григорьевич          | Единая Россия                      | 9031                               | 48,54%                             | 44,15%                      | 19,28%                      | 9,89%                       | 10,93%                      | 4,60%                       | 3,25%                       |
| 13                                 | Иващенко Виктор Васильевич         | Единая Россия                      | 6319                               | 35,01%                             | 38,73%                      | 19,92%                      | 10,17%                      | 12,60%                      | 5,12%                       | 3,59%                       |

На выборах в Псковское областное Собрание седьмого созыва по всем одномандатным округам победу одержали представители Всероссийской политической партии "Единая Россия".
| Результаты выборов в Псковском областном собрании депутатов по округам | Результаты выборов в Псковском областном собрании депутатов по округам | Результаты выборов в Псковском областном собрании депутатов по округам | Результаты выборов в Псковском областном собрании депутатов по округам | Результаты выборов в Псковском областном собрании депутатов по округам | Результаты выборов в Псковском областном собрании депутатов по округам | Результаты выборов в Псковском областном собрании депутатов по округам                                                                                    | Результаты выборов в Псковском областном собрании депутатов по округам | Результаты выборов в Псковском областном собрании депутатов по округам | Результаты выборов в Псковском областном собрании депутатов по округам |
| ОИО                                                                    | Явка                                                                   |                                                                        | Кандидат                                                               | Выдвижение                                                             | Депутат                                                                | Кандидат поддержан | Результат                                                              | Результат                                                              |                                                                        |
| ОИО                                                                    | Явка                                                                   | Голоса                                                                 | Кандидат                                                               | Выдвижение                                                             | Депутат                                                                | Кандидат поддержан | %                                                                      |                                                                        |                                                                        |
| ---------------------------------------------------------------------- | ---------------------------------------------------------------------- | ---------------------------------------------------------------------- | ---------------------------------------------------------------------- | ---------------------------------------------------------------------- | ---------------------------------------------------------------------- | --- | ---------------------------------------------------------------------- | ---------------------------------------------------------------------- | ---------------------------------------------------------------------- |
| 1                                                                      | 36.47                                                                  |                                                                        | Севастьянов Алексей Анатольевич                                        | Единая Россия                                                          | Да                                                                     | Выдвигался на выборах 2016 года по округу № 3 | 4781                                                                   | 31.57                                                                  |                                                                        |
| 1                                                                      | 36.47                                                                  |                                                                        | Тудакова Наталья Викторовна                                            | Справедливая Россия                                                    | Да                                                                     | Умным голосованием Выдвинута также в составе партийного списка                                                                                            | 4176                                                                   | 27.57                                                                  |                                                                        |
| 1                                                                      | 36.47                                                                  |                                                                        | Смирнов Олег Александрович                                             | КПРФ                                                                   |                                                                        | Выдвинут также в составе партийного списка | 3 219                                                                  | 21.25                                                                  |                                                                        |
| 1                                                                      | 36.47                                                                  |                                                                        | Малышев Джемал Васильевич                                              | Партия пенсионеров                                                     |                                                                        | Выдвинут также в составе партийного списка | 1 225                                                                  | 8.09                                                                   |                                                                        |
| 1                                                                      | 36.47                                                                  |                                                                        | Лазунин Алексей Михайлович                                             | ЛДПР                                                                   | Депутат Дновского районного Собрания депутатов                         | Выдвигался на выборах 2016 года по округу № 5, выбыл после регистрации, Выдвинут также в составе партийного списка                                        | 1 019                                                                  | 6.73                                                                   |                                                                        |
| 1                                                                      | 36.47                                                                  | Недействительных бюллетеней                                            | Недействительных бюллетеней                                            | Недействительных бюллетеней                                            | Недействительных бюллетеней                                            | Недействительных бюллетеней | 725                                                                    | 4.79                                                                   |                                                                        |
| 1                                                                      | 36.47                                                                  |                                                                        | Кузьмин Николай Александрович                                          | Яблоко                                                                 | Депутат Собрания депутатов сельского поселения «Завеличенская волость» | Выдвинут также в составе партийного списка, Выбыл после регистрации                                                                                       |                                                                        |                                                                        |                                                                        |
| 2                                                                      | 37.01                                                                  |                                                                        | Лунгу Елена Сергеевна                                                  | Единая Россия                                                          | Депутат Собрания депутатов Псковского района                           | Выдвигалась на выборах 2016 года по округу № 12 как самовыдвиженец                                                                                        | 4 667                                                                  | 30.51                                                                  |                                                                        |
| 2                                                                      | 37.01                                                                  |                                                                        | Михайлов Дмитрий Юрьевич                                               | КПРФ                                                                   | Да                                                                     | Выдвигался на выборах 2016 года по округу № 2 (выбыл после регистрации), Выдвинут также в составе партийного списка                                       | 3 398                                                                  | 22.21                                                                  |                                                                        |
| 2                                                                      | 37.01                                                                  |                                                                        | Гайдук Артур Маркович                                                  | Яблоко                                                                 | Да                                                                     | Умным голосованием Выдвигался на выборах 2016 года по округу № 4, избран на довыборах 2019 года по округу № 2, Выдвинут также в составе партийного списка | 3 253                                                                  | 21.27                                                                  |                                                                        |
| 2                                                                      | 37.01                                                                  |                                                                        | Иванов Михаил Александрович                                            | Партия пенсионеров                                                     |                                                                        | Выдвинут также в составе партийного списка | 1 369                                                                  | 8.95                                                                   |                                                                        |
| 2                                                                      | 37.01                                                                  |                                                                        | Васильева Алёна Николаевна                                             | ЛДПР                                                                   |                                                                        | Выдвинута также в составе партийного списка | 1 230                                                                  | 8.04                                                                   |                                                                        |
| 2                                                                      | 37.01                                                                  | Недействительных бюллетеней                                            | Недействительных бюллетеней                                            | Недействительных бюллетеней                                            | Недействительных бюллетеней                                            | Недействительных бюллетеней | 703                                                                    | 4.60                                                                   |                                                                        |
| 2                                                                      | 37.01                                                                  |                                                                        | Пименов Александр Викторович                                           | Родина                                                                 |                                                                        | | 677                                                                    | 4.43                                                                   |                                                                        |
| 2                                                                      | 37.01                                                                  |                                                                        | Николаев Павел Анатольевич                                             | Справедливая Россия                                                    |                                                                        | Выдвигался на выборах 2016 года по округу № 12, Выдвинут также в составе партийного списка, Выбыл после регистрации                                       |                                                                        |                                                                        |                                                                        |
| 3                                                                      | 44.07                                                                  |                                                                        | Братчиков Александр Николаевич                                         | Единая Россия                                                          |                                                                        | Выдвигался на выборах 2016 года по округу № 12, избран, досрочно сложил полномочия в 2017 году                                                            | 31 272                                                                 | 53,95                                                                  |                                                                        |
| 3                                                                      | 44.07                                                                  |                                                                        | Баев Александр Викторович                                              | КПРФ                                                                   | Депутат Псковской городской Думы                                       | Умным голосованием Выдвинут также в составе партийного списка                                                                                             | 3 926                                                                  | 23.63                                                                  |                                                                        |
| 3                                                                      | 44.07                                                                  |                                                                        | Колесник Валентина Алексеевна                                          | Яблоко                                                                 | Депутат Собрания депутатов Островского района                          | Выдвигалась на выборах 2016 года по округу № 13, Выдвинута также в составе партийного списка                                                              | 1 527                                                                  | 9.19                                                                   |                                                                        |
| 3                                                                      | 44.07                                                                  |                                                                        | Абаренков Вячеслав Николаевич                                          | Справедливая Россия                                                    |                                                                        | Выдвинут также в составе партийного списка | 1 467                                                                  | 8.83                                                                   |                                                                        |
| 3                                                                      | 44.07                                                                  |                                                                        | Минаков Антон Александрович                                            | ЛДПР                                                                   | Да                                                                     | Выдвинут также в составе партийного списка | 1 240                                                                  | 7.46                                                                   |                                                                        |
| 3                                                                      | 44.07                                                                  |                                                                        | Яценюк Владимир Андреевич                                              | Партия пенсионеров                                                     |                                                                        | Выдвинут также в составе партийного списка | 1 006                                                                  | 6.06                                                                   |                                                                        |
| 3                                                                      | 44.07                                                                  | Недействительных бюллетеней                                            | Недействительных бюллетеней                                            | Недействительных бюллетеней                                            | Недействительных бюллетеней                                            | Недействительных бюллетеней | 633                                                                    | 3.81                                                                   |                                                                        |
| 4                                                                      | 40.39                                                                  |                                                                        | Сорокин Юрий Юрьевич                                                   | Единая Россия                                                          | Да                                                                     | Выдвигался на выборах 2016 года по округу № 5 | 6 297                                                                  | 38.83                                                                  |                                                                        |
| 4                                                                      | 40.39                                                                  |                                                                        | Молдован Сергей Григорьевич                                            | КПРФ                                                                   |                                                                        | Кандидат ДЗНС, Выдвинут также в составе партийного списка                                                                                                 | 2 947                                                                  | 18.17                                                                  |                                                                        |
| 4                                                                      | 40.39                                                                  |                                                                        | Пермяков Дмитрий Вячеславович                                          | Яблоко                                                                 | Депутат Псковской городской Думы                                       | Умным голосованием Выдвигался на выборах 2016 года по округу № 1                                                                                          | 1 797                                                                  | 6,91                                                                   |                                                                        |
| 4                                                                      | 40.39                                                                  |                                                                        | Филипченкова Татьяна Юрьевна                                           | Справедливая Россия                                                    |                                                                        | Выдвинута также в составе партийного списка | 1 642                                                                  | 10.13                                                                  |                                                                        |
| 4                                                                      | 40.39                                                                  |                                                                        | Горячев Сергей Петрович                                                | Партия пенсионеров                                                     |                                                                        | Выдвинут также в составе партийного списка | 1 458                                                                  | 8.99                                                                   |                                                                        |
| 4                                                                      | 40.39                                                                  |                                                                        | Васильев Артём Андреевич                                               | ЛДПР                                                                   |                                                                        | Выдвигался на допвыборах 2019 года по округу № 2, Выдвинут также в составе партийного списка                                                              | 984                                                                    | 6.07                                                                   |                                                                        |
| 4                                                                      | 40.39                                                                  | Недействительных бюллетеней                                            | Недействительных бюллетеней                                            | Недействительных бюллетеней                                            | Недействительных бюллетеней                                            | Недействительных бюллетеней | 549                                                                    | 3.39                                                                   |                                                                        |
| 4                                                                      | 40.39                                                                  |                                                                        | Веденов Игорь Александрович                                            | Родина                                                                 |                                                                        | Выдвинут также в составе партийного списка | 541                                                                    | 3.34                                                                   |                                                                        |
| 4                                                                      | 40.39                                                                  |                                                                        | Маковский Андрей Андреевич                                             | Новые люди                                                             |                                                                        | Отказано в регистрации, Выдвинут также в составе партийного списка                                                                                        |                                                                        |                                                                        |                                                                        |
| 5                                                                      | 42.17                                                                  |                                                                        | Фомченкова Татьяна Александровна                                       | Единая Россия                                                          | Депутат Великолукской городской Думы                                   | Выдвинута также в составе партийного списка | 4 028                                                                  | 26.16                                                                  |                                                                        |
| 5                                                                      | 42.17                                                                  |                                                                        | Козловский Всеволод Юрьевич                                            | Яблоко                                                                 | Да                                                                     | Умным голосованием Выдвигался на выборах 2016 года от партии Единая Россия по округу № 7, Выдвинут также в составе партийного списка                      | 3 804                                                                  | 24.71                                                                  |                                                                        |
| 5                                                                      | 42.17                                                                  |                                                                        | Чувайлов Николай Алексеевич                                            | КПРФ                                                                   | Да                                                                     | Выдвигался на выборах 2016 года по округу № 7, Выдвинут также в составе партийного списка                                                                 | 2 732                                                                  | 17.74                                                                  |                                                                        |
| 5                                                                      | 42.17                                                                  |                                                                        | Никишин Николай Николаевич                                             | Справедливая Россия                                                    |                                                                        | | 1 141                                                                  | 7.41                                                                   |                                                                        |
| 5                                                                      | 42.17                                                                  |                                                                        | Захарова Виктория Юрьевна                                              | ЛДПР                                                                   |                                                                        | Выдвинута также в составе партийного списка | 936                                                                    | 6.08                                                                   |                                                                        |
| 5                                                                      | 42.17                                                                  |                                                                        | Раевский Дмитрий Николаевич                                            | Новые люди                                                             |                                                                        | Выдвинут также в составе партийного списка | 861                                                                    | 5.59                                                                   |                                                                        |
| 5                                                                      | 42.17                                                                  |                                                                        | Рахманов Закир Джуракулович                                            | Партия пенсионеров                                                     |                                                                        | Выдвинут также в составе партийного списка | 609                                                                    | 3.96                                                                   |                                                                        |
| 5                                                                      | 42.17                                                                  |                                                                        | Егоров Сергей Александрович                                            | Партия роста                                                           |                                                                        | | 514                                                                    | 3.34                                                                   |                                                                        |
| 5                                                                      | 42.17                                                                  | Недействительных бюллетеней                                            | Недействительных бюллетеней                                            | Недействительных бюллетеней                                            | Недействительных бюллетеней                                            | Недействительных бюллетеней | 494                                                                    | 3.21                                                                   |                                                                        |
| 5                                                                      | 42.17                                                                  |                                                                        | Рыжов Игорь Валентинович                                               | Родина                                                                 |                                                                        | Выдвинут также в составе партийного списка | 278                                                                    | 1.81                                                                   |                                                                        |
| 6                                                                      | 37.76                                                                  |                                                                        | Даньшова Елена Николаевна                                              | Единая Россия                                                          | Да                                                                     | Выдвигалась на выборах 2016 года по округу № 9 | 4 240                                                                  | 29.59                                                                  |                                                                        |
| 6                                                                      | 37.76                                                                  |                                                                        | Богданов Дмитрий Петрович                                              | КПРФ                                                                   | Депутат Великолукской городской Думы                                   | Умным голосованием Выдвигался на выборах 2016 года по округу № 15, Выдвинут также в составе партийного списка                                             | 4 196                                                                  | 29.29                                                                  |                                                                        |
| 6                                                                      | 37.76                                                                  |                                                                        | Амелина Ирина Александровна                                            | Яблоко                                                                 |                                                                        | Выдвинута также в составе партийного списка | 1 392                                                                  | 9.72                                                                   |                                                                        |
| 6                                                                      | 37.76                                                                  |                                                                        | Каретник Артём Викторович                                              | Справедливая Россия                                                    |                                                                        | Выдвинут также в составе партийного списка | 1 135                                                                  | 7.92                                                                   |                                                                        |
| 6                                                                      | 37.76                                                                  |                                                                        | Павлинов Юрий Александрович                                            | ЛДПР                                                                   | Да                                                                     | Выдвигался на выборах 2016 года по округу № 9, Выдвинут также в составе партийного списка                                                                 | 1 046                                                                  | 7.30                                                                   |                                                                        |
| 6                                                                      | 37.76                                                                  |                                                                        | Подчекаева Элионора Михайловна                                         | Новые люди                                                             |                                                                        | Выдвинута также в составе партийного списка | 1 018                                                                  | 7.11                                                                   |                                                                        |
| 6                                                                      | 37.76                                                                  | Недействительных бюллетеней                                            | Недействительных бюллетеней                                            | Недействительных бюллетеней                                            | Недействительных бюллетеней                                            | Недействительных бюллетеней | 595                                                                    | 4.15                                                                   |                                                                        |
| 6                                                                      | 37.76                                                                  |                                                                        | Ульянов Андрей Александрович                                           | Родина                                                                 |                                                                        | Выдвинут также в составе партийного списка | 429                                                                    | 2.99                                                                   |                                                                        |
| 6                                                                      | 37.76                                                                  |                                                                        | Воробьёв Сергей Николаевич                                             | Партия роста                                                           |                                                                        | | 276                                                                    | 1.93                                                                   |                                                                        |
| 6                                                                      | 37.76                                                                  |                                                                        | Алиева Ирина Васильевна                                                | самовыдвижение                                                         |                                                                        | Утратила статус выдвинутого кандидата |                                                                        |                                                                        |                                                                        |
| 7                                                                      | 37.73                                                                  |                                                                        | Кузь Владимир Васильевич                                               | Единая Россия                                                          |                                                                        | | 5 960                                                                  | 35.01                                                                  |                                                                        |
| 7                                                                      | 37.73                                                                  |                                                                        | Конашенков Александр Алексеевич                                        | Яблоко                                                                 | Депутат Собрания депутатов Гдовского района                            | Умным голосованием Выдвигался на выборах 2016 года по округу № 10, Выдвинут также в составе партийного списка                                             | 2 864                                                                  | 16.82                                                                  |                                                                        |
| 7                                                                      | 37.73                                                                  |                                                                        | Ножка Александр Николаевич                                             | КПРФ                                                                   | Депутат Собрания депутатов Псковского района                           | Выдвигался на выборах 2016 года по округу № 10, Выдвинут также в составе партийного списка                                                                | 2 856                                                                  | 16.77                                                                  |                                                                        |
| 7                                                                      | 37.73                                                                  |                                                                        | Романова Татьяна Васильевна                                            | Партия пенсионеров                                                     |                                                                        | Выдвинута также в составе партийного списка | 1 451                                                                  | 8.52                                                                   |                                                                        |
| 7                                                                      | 37.73                                                                  |                                                                        | Холмов Сергей Вячеславович                                             | Справедливая Россия                                                    |                                                                        | Выдвинут также в составе партийного списка | 1 306                                                                  | 7.67                                                                   |                                                                        |
| 7                                                                      | 37.73                                                                  |                                                                        | Ашихмин Дмитрий Сергеевич                                              | ЛДПР                                                                   | Депутат Собрания депутатов Гдовского района                            | | 1 157                                                                  | 6.80                                                                   |                                                                        |
| 7                                                                      | 37.73                                                                  | Недействительных бюллетеней                                            | Недействительных бюллетеней                                            | Недействительных бюллетеней                                            | Недействительных бюллетеней                                            | Недействительных бюллетеней | 977                                                                    | 5.74                                                                   |                                                                        |
| 7                                                                      | 37.73                                                                  |                                                                        | Лебедик Михаил Аликович                                                | Родина                                                                 |                                                                        | Выдвинут также в составе партийного списка | 455                                                                    | 2.67                                                                   |                                                                        |
| 8                                                                      | 46.75                                                                  |                                                                        | Котов Александр Алексеевич                                             | Единая Россия                                                          | Да                                                                     | Выдвигался на выборах 2016 года по округу № 19, Выдвинут также в составе партийного списка                                                                | 9 554                                                                  | 50.47                                                                  |                                                                        |
| 8                                                                      | 46.75                                                                  |                                                                        | Кисляк Пётр Викторович                                                 | КПРФ                                                                   | Депутат Собрания депутатов городского поселения "Плюсса"               | Умным голосованием Выдвинут также в составе партийного списка                                                                                             | 3 124                                                                  | 16.50                                                                  |                                                                        |
| 8                                                                      | 46.75                                                                  |                                                                        | Иванов Игорь Евгеньевич                                                | Справедливая Россия                                                    |                                                                        | Выдвигался на выборах 2016 года от партии ЛДПР по округу № 3, Выдвинут также в составе партийного списка                                                  | 2 258                                                                  | 11.93                                                                  |                                                                        |
| 8                                                                      | 46.75                                                                  |                                                                        | Иванова Татьяна Михайловна                                             | Партия пенсионеров                                                     |                                                                        | Выдвинут также в составе партийного списка | 1 654                                                                  | 8.74                                                                   |                                                                        |
| 8                                                                      | 46.75                                                                  |                                                                        | Степанов Ярослав Викторович                                            | Яблоко                                                                 |                                                                        | Выдвинут также в составе партийного списка | 1 295                                                                  | 6.84                                                                   |                                                                        |
| 8                                                                      | 46.75                                                                  | Недействительных бюллетеней                                            | Недействительных бюллетеней                                            | Недействительных бюллетеней                                            | Недействительных бюллетеней                                            | Недействительных бюллетеней | 569                                                                    | 3.01                                                                   |                                                                        |
| 8                                                                      | 46.75                                                                  |                                                                        | Ковалев Олег Олегович                                                  | Родина                                                                 |                                                                        | Выдвинут также в составе партийного списка | 477                                                                    | 2.52                                                                   |                                                                        |
| 8                                                                      | 46.75                                                                  |                                                                        | Андреев Антон Александрович                                            | ЛДПР                                                                   |                                                                        | Выдвинут также в составе партийного списка, Утратил статус выдвинутого кандидата                                                                          |                                                                        |                                                                        |                                                                        |
| 9                                                                      | 47.35                                                                  |                                                                        | Мнацаканян Армен Липаритович                                           | Единая Россия                                                          |                                                                        | | 8 004                                                                  | 46.11                                                                  |                                                                        |
| 9                                                                      | 47.35                                                                  |                                                                        | Чистоборская Надежда Валериевна                                        | КПРФ                                                                   |                                                                        | Умным голосованием Выдвинута также в составе партийного списка                                                                                            | 3 222                                                                  | 18.56                                                                  |                                                                        |
| 9                                                                      | 47.35                                                                  |                                                                        | Нечаенков Александр Львович                                            | ЛДПР                                                                   |                                                                        | Выдвинут также в составе партийного списка | 1 519                                                                  | 8.75                                                                   |                                                                        |
| 9                                                                      | 47.35                                                                  |                                                                        | Сосновская Анна Валерьевна                                             | Справедливая Россия                                                    |                                                                        | Выдвинута также в составе партийного списка | 1 338                                                                  | 7.71                                                                   |                                                                        |
| 9                                                                      | 47.35                                                                  |                                                                        | Семёнова Светлана Степановна                                           | Партия пенсионеров                                                     |                                                                        | Выдвинута также в составе партийного списка | 1 237                                                                  | 7.13                                                                   |                                                                        |
| 9                                                                      | 47.35                                                                  |                                                                        | Смирнова Анна Сергеевна                                                | Родина                                                                 |                                                                        | Выдвинута также в составе партийного списка | 818                                                                    | 4.71                                                                   |                                                                        |
| 9                                                                      | 47.35                                                                  |                                                                        | Шеметов Дмитрий Сергеевич                                              | Яблоко                                                                 |                                                                        | Выдвинут также в составе партийного списка | 675                                                                    | 3.89                                                                   |                                                                        |
| 9                                                                      | 47.35                                                                  | Недействительных бюллетеней                                            | Недействительных бюллетеней                                            | Недействительных бюллетеней                                            | Недействительных бюллетеней                                            | Недействительных бюллетеней | 546                                                                    | 3.15                                                                   |                                                                        |
| 10                                                                     | 46.00                                                                  |                                                                        | Остренко Виктор Владимирович                                           | Единая Россия                                                          | Да                                                                     | Выдвигался на выборах 2016 года по округу № 11 | 7 264                                                                  | 43.86                                                                  |                                                                        |
| 10                                                                     | 46.00                                                                  |                                                                        | Богатырёв Дмитрий Николаевич                                           | КПРФ                                                                   | Депутат Собрания депутатов Печорского района                           | Умным голосованием Выдвигался на выборах 2011 года от партии Яблоко по округу № 11, Выдвинут также в составе партийного списка                            | 4 345                                                                  | 26.24                                                                  |                                                                        |
| 10                                                                     | 46.00                                                                  |                                                                        | Чернецова Татьяна Пименовна                                            | Партия пенсионеров                                                     |                                                                        | Выдвинута также в составе партийного списка | 1 661                                                                  | 10.03                                                                  |                                                                        |
| 10                                                                     | 46.00                                                                  |                                                                        | Петрова Маргарита Сактагановна                                         | ЛДПР                                                                   | Депутат Собрания депутатов Пыталовского района                         | Выдвигалась на выборах 2016 года по округу № 15, Выдвинута также в составе партийного списка                                                              | 1 659                                                                  | 10.02                                                                  |                                                                        |
| 10                                                                     | 46.00                                                                  |                                                                        | Ластовка Максим Олегович                                               | Яблоко                                                                 |                                                                        | Выдвинут также в составе партийного списка | 1 013                                                                  | 6.12                                                                   |                                                                        |
| 10                                                                     | 46.00                                                                  | Недействительных бюллетеней                                            | Недействительных бюллетеней                                            | Недействительных бюллетеней                                            | Недействительных бюллетеней                                            | Недействительных бюллетеней | 619                                                                    | 3.74                                                                   |                                                                        |
| 10                                                                     | 46.00                                                                  |                                                                        | Грязнов Григорий Николаевич                                            | Справедливая Россия                                                    |                                                                        | Выбыл после регистрации |                                                                        |                                                                        |                                                                        |
| 11                                                                     | 48.16                                                                  |                                                                        | Дитрих Игорь Иванович                                                  | Единая Россия                                                          | Да                                                                     | Выдвигался на выборах 2016 года по округу № 15 | 9 372                                                                  | 47.43                                                                  |                                                                        |
| 11                                                                     | 48.16                                                                  |                                                                        | Алексеенко Пётр Васильевич                                             | КПРФ                                                                   | Да                                                                     | Умным голосованием Выдвигался на выборах 2016 года по округу № 6, Выдвинут также в составе партийного списка                                              | 4 170                                                                  | 21.11                                                                  |                                                                        |
| 11                                                                     | 48.16                                                                  |                                                                        | Белов Константин Юрьевич                                               | Справедливая Россия                                                    |                                                                        | | 1 976                                                                  | 10.00                                                                  |                                                                        |
| 11                                                                     | 48.16                                                                  |                                                                        | Кучеренко Сергей Николаевич                                            | Яблоко                                                                 |                                                                        | Выдвинут также в составе партийного списка | 1 379                                                                  | 6.98                                                                   |                                                                        |
| 11                                                                     | 48.16                                                                  |                                                                        | Потёмкина Валентина Федоровна                                          | Партия пенсионеров                                                     |                                                                        | Выдвинута также в составе партийного списка | 1 286                                                                  | 6.51                                                                   |                                                                        |
| 11                                                                     | 48.16                                                                  |                                                                        | Михайлова Лилия Ивановна                                               | Родина                                                                 |                                                                        | Выдвинута также в составе партийного списка | 944                                                                    | 4.78                                                                   |                                                                        |
| 11                                                                     | 48.16                                                                  | Недействительных бюллетеней                                            | Недействительных бюллетеней                                            | Недействительных бюллетеней                                            | Недействительных бюллетеней                                            | Недействительных бюллетеней | 631                                                                    | 3.19                                                                   |                                                                        |
| 12                                                                     | 49.15                                                                  |                                                                        | Козлов Андрей Григорьевич                                              | Единая Россия                                                          | Да                                                                     | Выдвигался на выборах 2016 года по округу № 21 | 9 031                                                                  | 48.54                                                                  |                                                                        |
| 12                                                                     | 49.15                                                                  |                                                                        | Тарасов Александр Леонидович                                           | КПРФ                                                                   | Депутат Собрания депутатов Новосокольнического района                  | Умным голосованием Выдвинут также в составе партийного списка                                                                                             | 3 240                                                                  | 17.41                                                                  |                                                                        |
| 12                                                                     | 49.15                                                                  |                                                                        | Русаков Василий Викторович                                             | ЛДПР                                                                   | Депутат Собрания депутатов Новосокольнического района                  | Выдвигался на выборах 2016 года по округу № 21, Выдвинут также в составе партийного списка                                                                | 2 060                                                                  | 11.07                                                                  |                                                                        |
| 12                                                                     | 49.15                                                                  |                                                                        | Козинцева Галина Михайловна                                            | Партия пенсионеров                                                     |                                                                        | Выдвинута также в составе партийного списка | 1 638                                                                  | 8.80                                                                   |                                                                        |
| 12                                                                     | 49.15                                                                  |                                                                        | Сапёров Виктор Борисович                                               | Справедливая Россия                                                    | Депутат Собрания депутатов Великолукского района                       | Выдвигался на выборах 2011 года по округу № 22, Выдвинут также в составе партийного списка                                                                | 1 349                                                                  | 7.25                                                                   |                                                                        |
| 12                                                                     | 49.15                                                                  |                                                                        | Лосяков Кирилл Александрович                                           | Яблоко                                                                 |                                                                        | Выдвинут также в составе партийного списка | 790                                                                    | 4.25                                                                   |                                                                        |
| 12                                                                     | 49.15                                                                  | Недействительных бюллетеней                                            | Недействительных бюллетеней                                            | Недействительных бюллетеней                                            | Недействительных бюллетеней                                            | Недействительных бюллетеней | 498                                                                    | 2.68                                                                   |                                                                        |
| 13                                                                     | 45.82                                                                  |                                                                        | Иващенко Виктор Владимирович                                           | Единая Россия                                                          |                                                                        | | 6 319                                                                  | 35.01                                                                  |                                                                        |
| 13                                                                     | 45.82                                                                  |                                                                        | Пилипенко Николай Викторович                                           | КПРФ                                                                   |                                                                        | Выдвинут также в составе партийного списка | 3 018                                                                  | 16.72                                                                  |                                                                        |
| 13                                                                     | 45.82                                                                  |                                                                        | Харлашин Алексей Викторович                                            | ЛДПР                                                                   | Депутат Собрания депутатов Себежского района                           | Умным голосованием Выдвигался на выборах 2016 года по округу № 20, Выдвинут также в составе партийного списка                                             | 2 131                                                                  | 11.81                                                                  |                                                                        |
| 13                                                                     | 45.82                                                                  |                                                                        | Вихман Андрей Владимирович                                             | Яблоко                                                                 | Депутат Собрания депутатов Невельского района                          | Выдвигался на выборах 2016 года по округу № 22, Выдвинут также в составе партийного списка                                                                | 1 889                                                                  | 10.47                                                                  |                                                                        |
| 13                                                                     | 45.82                                                                  |                                                                        | Фёдоров Виталий Владимирович                                           | Справедливая Россия                                                    |                                                                        | Выдвинут также в составе партийного списка | 1 577                                                                  | 8.74                                                                   |                                                                        |
| 13                                                                     | 45.82                                                                  |                                                                        | Тихонов Андрей Васильевич                                              | Партия пенсионеров                                                     |                                                                        | Выдвинут также в составе партийного списка | 1 062                                                                  | 5.88                                                                   |                                                                        |
| 13                                                                     | 45.82                                                                  |                                                                        | Петунова Татьяна Витальевна                                            | Родина                                                                 |                                                                        | Выдвинута также в составе партийного списка | 883                                                                    | 4.89                                                                   |                                                                        |
| 13                                                                     | 45.82                                                                  | Недействительных бюллетеней                                            | Недействительных бюллетеней                                            | Недействительных бюллетеней                                            | Недействительных бюллетеней                                            | Недействительных бюллетеней | 681                                                                    | 3.77                                                                   |                                                                        |
| 13                                                                     | 45.82                                                                  |                                                                        | Романов Игорь Павлович                                                 | Партия роста                                                           |                                                                        | | 489                                                                    | 2.71                                                                   |                                                                        |
| 13                                                                     | 45.82                                                                  |                                                                        | Широбоков Виктор Геннадьевич                                           | Партия социальной защиты                                               |                                                                        | Отказ в регистрации |                                                                        |                                                                        |                                                                        |

## Распределение мандатов
|                            |                            |                            |                      |                      |                      |                            |               |         |  |  |  |  |  |  |
| Место                      | Место                      | Партия                     | по областным спискам | по областным спискам | по областным спискам | по одно- мандатным округам | всего         | всего   |  |  |  |  |  |  |
| Место                      | Место                      | Партия                     | Голоса               | %                    | Получено мест        | Получено мест              | Получено мест | %       |  |  |  |  |  |  |
|                            | 1.                         | «Единая Россия»            | 89 113               | 39,61 %              | 6                    | 13                         | 19            | 73,08%  |  |  |  |  |  |  |
|                            | 2.                         | КПРФ                       | 46 661               | 20,74 %              | 3                    | 0                          | 3             | 11,54 % |  |  |  |  |  |  |
|                            | 3.                         | «Справедливая Россия»      | 20 447               | 9,09 %               | 1                    | 0                          | 1             | 3,85 %  |  |  |  |  |  |  |
|                            | 4.                         | ЛДПР                       | 20 026               | 8,90 %               | 1                    | 0                          | 1             | 3,85 %  |  |  |  |  |  |  |
|                            | 5.                         | Новые люди                 | 14 001               | 6,22 %               | 1                    | 0                          | 1             | 3,85 %  |  |  |  |  |  |  |
|                            | 6.                         | Яблоко                     | 13 943               | 6,20 %               | 1                    | 0                          | 1             | 3,85 %  |  |  |  |  |  |  |
|                            |                            |                            |                      |                      |                      |                            |               |         |  |  |  |  |  |  |
|                            | 7.                         | Партия пенсионеров         | 8284                 | 3,68 %               | 0                    | 0                          | 0             | 0 %     |  |  |  |  |  |  |
|                            | 8.                         | «Коммунисты России»        | 4480                 | 1,99 %               | 0                    | 0                          | 0             | 0 %     |  |  |  |  |  |  |
|                            | 9.                         | «Родина»                   | 2677                 | 1,19 %               | 0                    | 0                          | 0             | 0 %     |  |  |  |  |  |  |
|                            | 10.                        | «Партия Роста»             | —                    | —                    | —                    | 0                          | 0             | 0 %     |  |  |  |  |  |  |
| Недействительные бюллетени | Недействительные бюллетени | Недействительные бюллетени | 5329                 |                      |                      |                            |               |         |  |  |  |  |  |  |
| Всего                      | Всего                      | Всего                      | 219 632              |                      | 13                   | 13                         | 26            | 100 %   |  |  |  |  |  |  |

Партия «Единая Россия» по итогам прошедших выборов получила квалифицированное большинство: кандидаты-единороссы одержали победу во всех 13 одномандатных округах, ещё 6 мест получили в результате распределения партийных мандатов. По спискам вошли депутаты региональных групп, набравших наибольший процент голосов: Андрей Турчак (№ 2 в общеобластной группе), Анастасия Повторейко (№ 4 в общеобластной группе), Олег Грицаев (№ 5 в общеобластной группе), Геннадий Григорьев (региональная № 8), Андрей Михайлов (региональная группа № 9), Олег Савельев (региональная группа № 12). В состав фракции «Единая Россия» вошли 19 депутатов.
У КПРФ второй результат – 3 партийных мандата (Пётр Алексеенко, Дмитрий Михайлов, Владимир Панченко). Ещё четыре политических объединения получили по одному мандату: «Справедливая Россия — За Правду» (Олег Брячак), ЛДПР (Антон Минаков), «Новые люди» (Андрей Маковский) и «Яблоко» (Артур Гайдук). Депутаты сформировали шесть фракций.
На первой сессии 30 сентября 2021 года председателем избран Александр Котов, за кандидата от партии «Единая Россия» проголосовали 20 из 24 присутствовавших на сессии депутатов. 
Представителем областного Собрания депутатов в Совете Федерации ФС РФ вновь избран Андрей Турчак – секретарь Генерального совета партии «Единая Россия». Вакантный партийный мандат в ноябре 2021 года передан Виктору Антонову – региональная группа № 11 на выборах получила четвёртый результат.